# Saint-Pons, Ardèche
Saint-Pons är en kommun i departementet Ardèche i regionen Auvergne-Rhône-Alpes i sydöstra Frankrike. Kommunen ligger  i kantonen Villeneuve-de-Berg som ligger i arrondissementet Largentière. År 2022 hade Saint-Pons 302 invånare.

## Befolkningsutveckling
Antalet invånare i kommunen Saint-Pons
Referens: INSEE

## Galleri

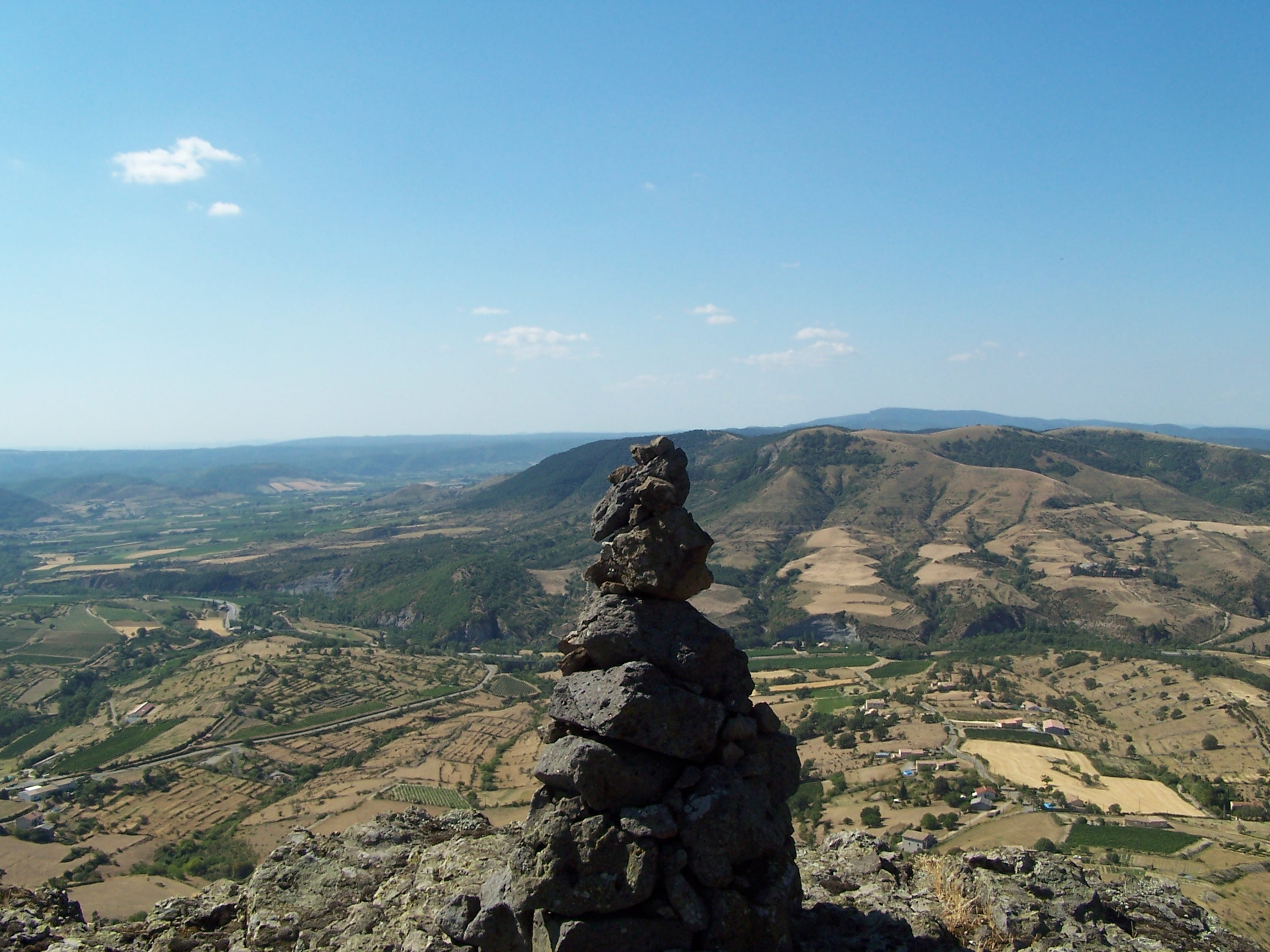